# Bundi (stato)

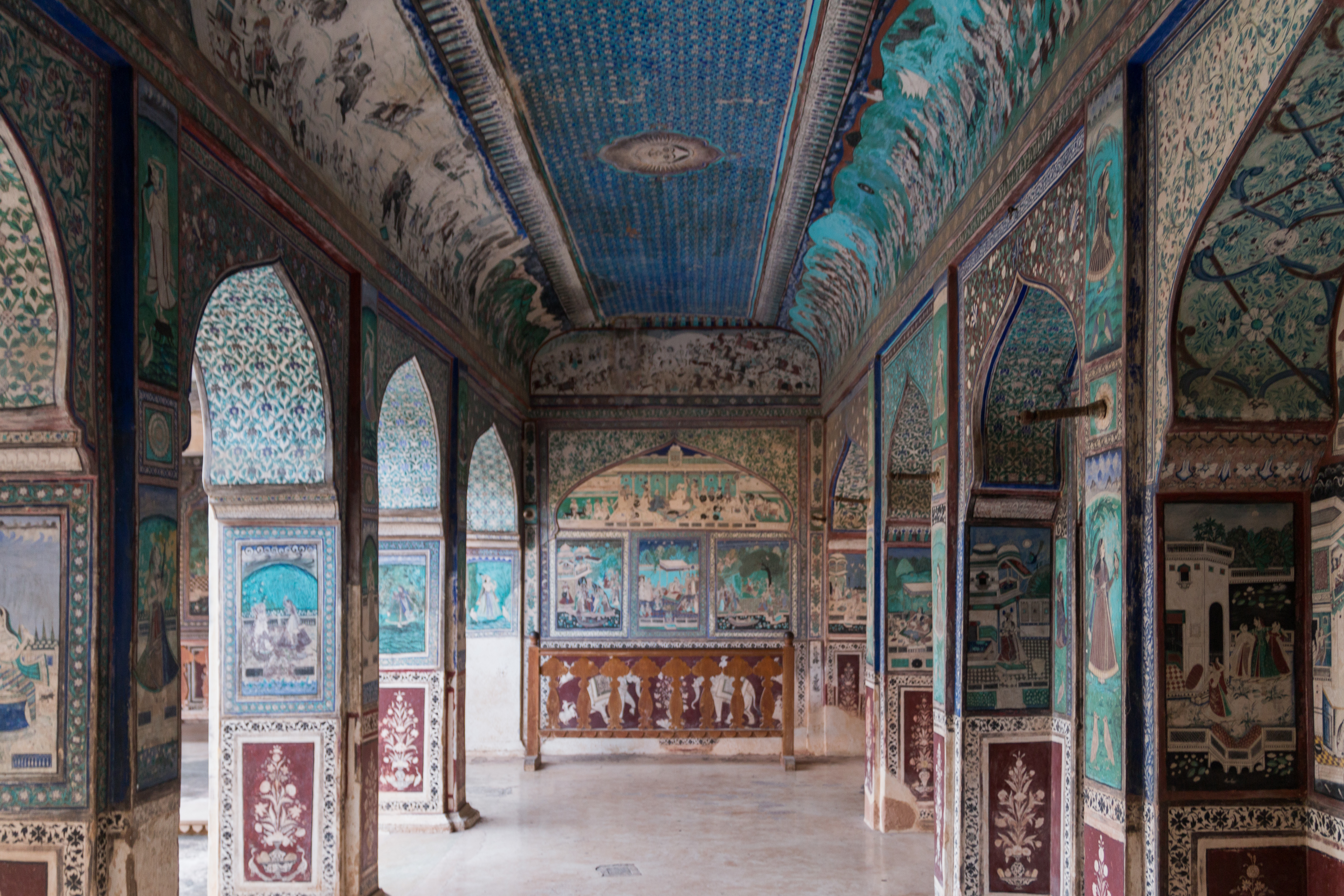
Il palazzo di Garh a Chitrasala

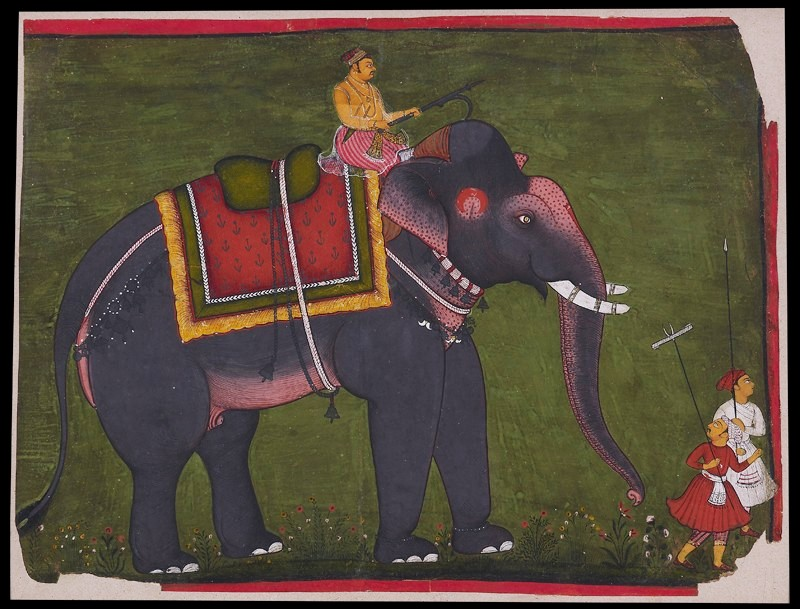
Il maharao Bhao Singh che cavalca un elefante. Ca. 1675

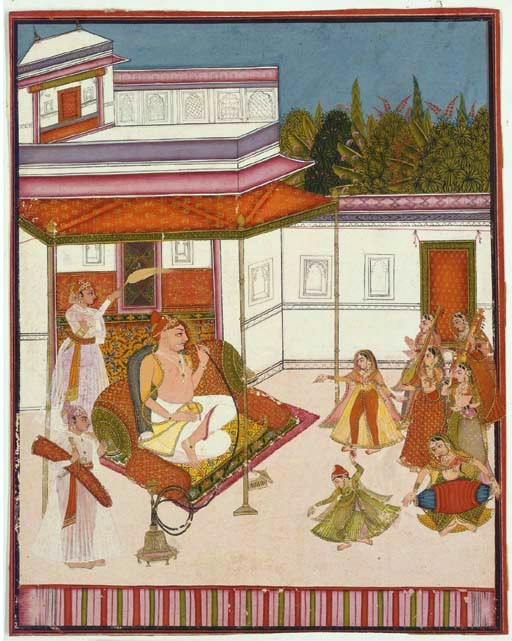
Il maharao Umed Singh di Bundi

Lo Stato di Bundi fu uno stato principesco del subcontinente indiano, avente per capitale la città di Bundi.

## Storia

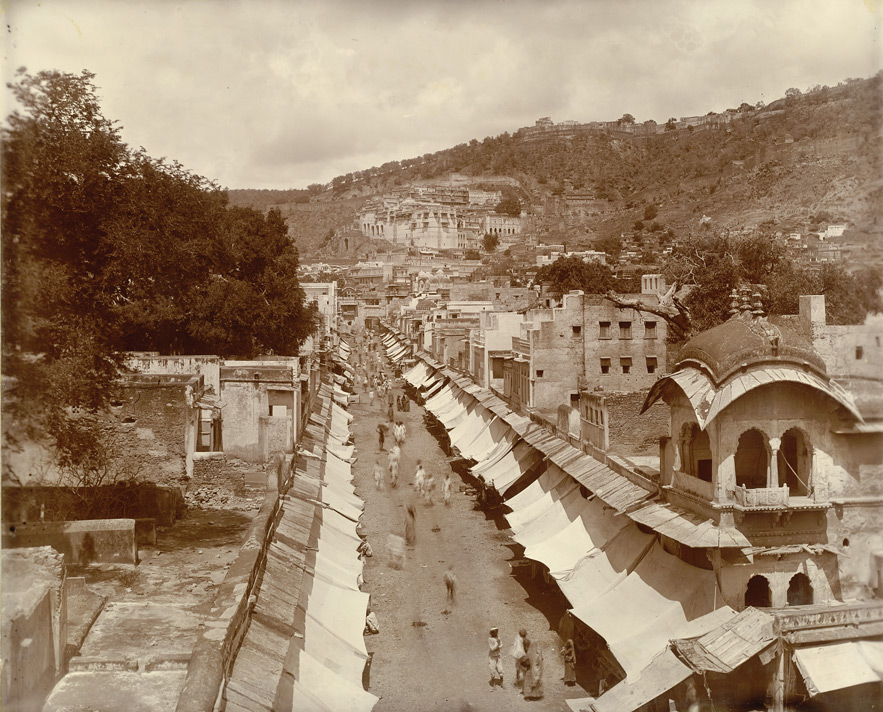
Veduta dal bazar di Bundi secondo Gunpatrao Abajee Kale, c.1900.

Lo Stato di Bundi venne fondato nel 1342.
Nel 1804 Rao Raja Bishan Singh (1773–1821) diede una notevole assistenza al colonnello Monson nella sua disastrosa ritirata da Holkar, motivo per cui l'Impero maratha assediò in continuazione Bundi e lo costrinse dal 1817 a pagare dei tributi. Questo fatto portò Bishan Singh a siglare un'alleanza con gli inglesi della Compagnia britannica delle Indie orientali il 10 febbraio 1818, ponendosi sotto la loro protezione.
Bishan Singh, mentre stava morendo di colera, incaricò James Tod di fare da tutore al figlio undicenne, Ram Singh. Il maharao Raja Ram Singh (1821–89) crebbe con grande rispetto di tutti e soprattutto dei britannici, dando vita a numerose riforme economiche e amministrative, aprendo scuole per l'insegnamento del sanscrito e rimanendo sul trono per ben 68 anni, garantendosi la fama di gentiluomo e del "più conservatore dei principi conservatori del Rajputana." Il suo governo fu popolare ed apportò molti benefici allo Stato; aiutando gli inglesi nella soppressione delle rivolte del 1857 da parte dei sepoy, al punto da ricevere grandi onorificenze e la possibilità di essere ammesso come consigliere dell'Impero britannico. Venne succeduto dal figlio adottato Raghubir Singh (1889–1927), il cui regno venne funestato da due disastrose carestie malgrado i suoi tentativi di alleviare i dolori della popolazione che venne ridotta drasticamente da 258.000 a 171.000 individui per morte o emigrazione.
Raghubir Singh appoggiò i britannici durante la prima guerra mondiale.
Maharao Bahadur Singh (regnante nel 1945–49) supportò gli inglesi e prestò servizio nella campagna di Burma ove ottenne la Military Cross prima di succedere al trono di suo padre. Fu uno degli invitati particolari al matrimonio dell'allora principessa Elisabetta col duca di Edimburgo nel 1947. Nel 1949 lo Stato entrò a far parte dell'Unione Indiana, ponendo fine alla monarchia.

## Governanti
I regnanti di Bundi ebbero il titolo prima di raja e poi maharao.
- Rao Deva (1343 - 1342).
- Rao Napuji.
- Rao Hamuli (1384 - 1400).
- Rao Birsingh (1400 - 1415).
- Rao Biru (1415 - 1470).
- Rao Bandu (1470 - 1491).
- Rao Narayan Das (1491 - 1527).
- Rao Suraj Mal (1527 - 1531).
- Rao Surtan Singh (1531 - 1544).
- Rao Raja Surjan Singh (1544 - 1585).
- Rao Raja Bhoj Singh (1585 - 1608).
- Rao Raja Ratan Singh (1608 - 1632).
- Rao Raja Chhattar Sal Singh (1632 - 1658).
- Rao Raja Bhao Singh (1658 - 1682).
- Rao Raja Anirudh Singh (1682 - 1696).
- Rao Raja Budh Singh (n. ... - m. 1739) (1696 - 1735).
- Rao Raja Dalel Singh (n. 1729 - m. 1804) (1735 - 1749).
- Rao Raja Umaid Singh (1749 - 1770) e nuovamente (1773 - 1804).
- Rao Raja Ajit Singh (n. ... - m. 1773) (1770 - 1773).
- Rao Raja Bishen Singh (n. ... - n. 1821) (1804 - 14 maggio 1821).
- Maharao Raja Ram Singh Sahib Bahadur (n. 1811 - m. 1889) (1821 - 28 marzo 1889).
- Maharao Raja Shri Sir Raghubir Singh Sahib Bahadur (n. 1869 - m. 1927) (12 aprile 1889 - 28 luglio 1927).
- Maharao Raja Shri Sir Iishwari Singh Bahadur (n. 1893 - m. 1945) (8 agosto 1927 - 3 aprile 1945).
- Maharao Raja Shri Bahadur Singh Bahadur (1945 - 1949).